# Олег Ігорович
Олег Ігорович (у хрещенні Павло; народився в 1174 або 1175 — помер, за різними версіями, в 1185/1186, 1205 або після 1228) — руський князь з гілки Ольговичів, син Ігоря Святославича. Можливо, брав участь у поході батька проти половців (1185). Деякі дослідники ототожнюють Олега Ігоровича з Олегом Курським, учасником битви на Калці (1223), який тимчасово захопив чернігівське князювання.

## Біографія
Олег Ігорович був другим сином Ігоря Святославича, одного з князів Чернігівської землі, що належав до династії Ольговичів. По матері Олег припадав онуком галицькому князю Ярославу Осмомислу; у нього були троє або четверо братів — Володимир, Святослав, Роман і Ростислав (останнього, згаданого в одному з літописів, можливо, ніколи не існувало).
Іпатіївський літопис датує народження Олега 1175 роком, а дослідник М. Бережков — 1174 роком. Якщо старший із синів Ігоря був названий на честь прадіда по матері, то другий отримав ім'я прадіда по батькові, Олега Святославича; у хрещенні він був названий Павлом — явно в пару старшому братові Володимиру Петру.
За однією з версій, у «Слові о полку Ігоревім» міститься згадка цього княжича (на той момент десяти- або одинадцятирічного) як учасника батьківського походу в степ у 1185 році. Автор «Слова» пише, повідомляючи про розгром руського війська і полон князів: «Два сонця померкосту, обидва багряні стовпи пагососта і з ними молоді місяці, Олег і Святослав, тьмою покрилися». За даними Лаврентіївського літопису, Ігор взяв із собою двох синів (їхні імена не названі), а Іпатіївський літопис говорить лише про одного, найстаршого — Володимира. Думки вчених із цього приводу розходяться. Одні дослідники вважають, що Олег міг брати участь у поході, інші вважають таку участь неможливим через надто юний вік княжича. Існує версія про те, що імена «молодих місяців» — пізніша вставка.
Точної інформації про те, як склалася доля Олега Ігоровича, в джерелах, що збереглися, немає. За однією з версій, він міг померти в половецькому полоні в 1185 або 1186 році. Густинський літопис датує 6713 роком (1205 р. від Р. Х.) смерть князів «Олга Ігоровича» та «Володимера Юрійовича Муромського»; дослідник О. Рапов вважає, що тут йдеться про сина Ігоря Святославича, однак у Московському літописному зводі повідомляється про смерть «князя Олега Чернігівського Святославича» і «князя Володимера Юрійовича Муромського» в 1204 році. Це може означати, що й у Густинському літописі йдеться про сина Святослава Всеволодовича.
Існує думка, що Олег Ігорович княжив у Курську. Саме з цим князем міг бути ототожнений згаданий у літописах Олег Курський, який у 1223 боровся з монголами на Калці, а пізніше, бачачи, що Чернігів залишився без князя, зайняв його на час «як найстаріший у граді». В інших версіях фігурують син Святослава Ігоровича та син Святослава Ольговича. Олег Курський зайняв Чернігів у 1226 році, помер після 1228 року.